# Daniel McBreen
Daniel McBreen, né le 23 avril 1977 à Burnley en Angleterre, est un footballeur anglais. Il jouait au poste d'attaquant.

## Biographie

### Carrière internationale
Daniel McBreen est appelé pour la première fois en équipe d'Australie par Holger Osieck pour affronter l'Indonésie pour un match des éliminatoires de la Coupe d'Asie 2011 le 3 mars 2010. Lors de ce match, il n'entre pas en jeu et l'Australie gagne 1-0. 

## Palmarès

### En club
- Avec le Falkirk FC :
  - Champion d'Écosse de D2 en 2005
  - Vainqueur de la Scottish Challenge Cup en 2005

- Avec le Scunthorpe United :
  - Champion d'Angleterre de D3 en 2007

- Avec le Central Coast Mariners :
  - Champion d'Australie en 2013

### Distinctions personnelles
- Meilleur buteur du Championnat d'Australie en 2013 (17 buts)